# Гьолу-Даг
Гора Гьолу (тур. Göllü Dağ) — вулканічний купол, розташований в 32 км на північ від міста Нігде, Туреччина.
Купол складений дацитами і ріодацитами. Досягає у висоту 2 143 м. Знаходиться між вулканами Хасан-Дагі та Аджигьоль-Невшехір. У результаті аналізу порід обсидіану встановлено, що виникнення вулкана відбувалося 1,33—0,844 млн років тому. Біля Гьолу-Дагу знаходиться велика кількість шлакових конусів. Вулканічний купол і шлакові конуси накривають більш давню кальдеру, складену кремнієвими породами. На захід від купола знаходяться гідротермальні і гарячі джерела.